# Epidemia di colera a Broad Street del 1854

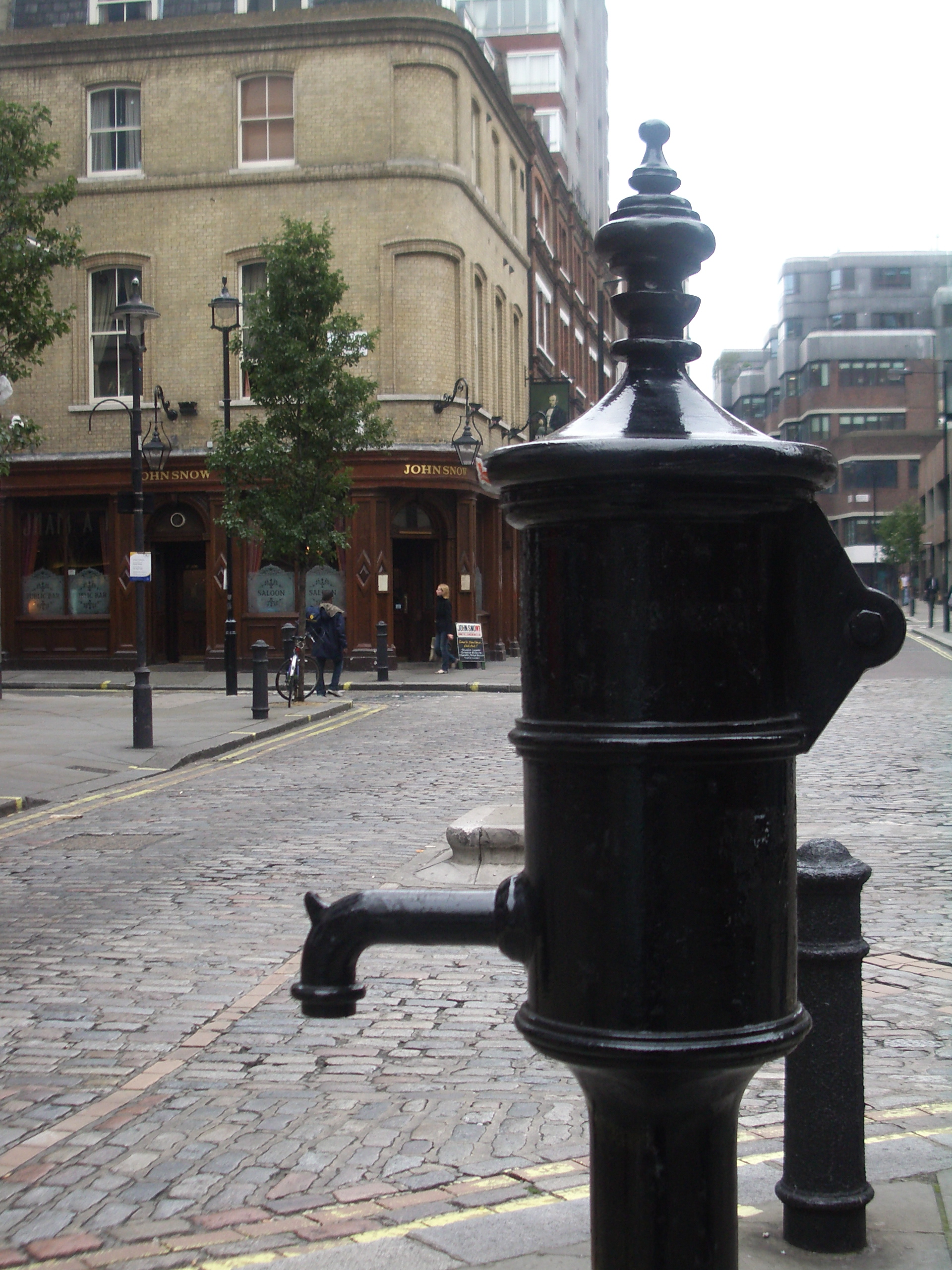
Veduta di Broadwick Street con il monumento e il pub intitolati a John Snow.

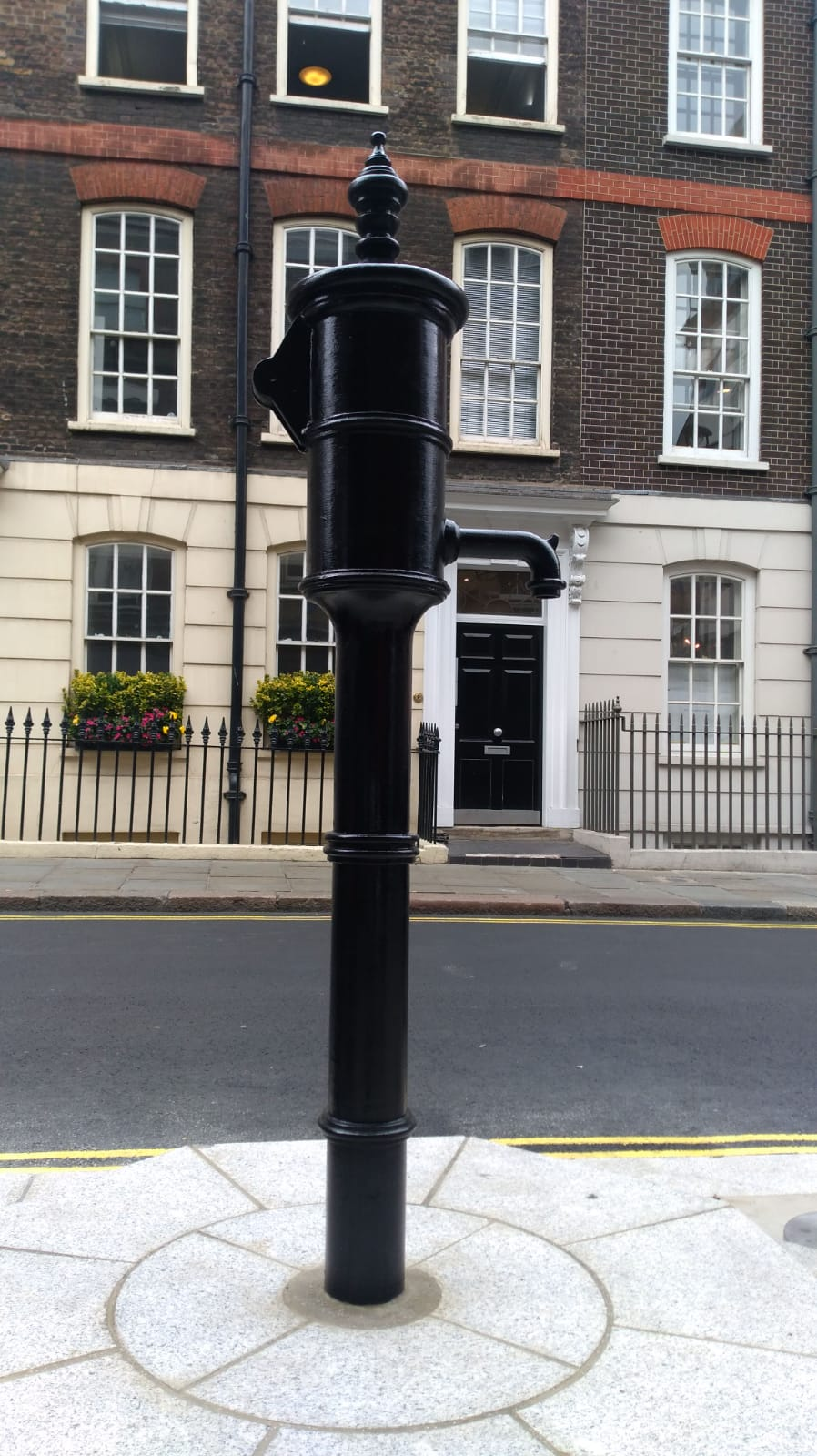
Il 20 luglio 2018 il monumento dedicato a John Snow è stato collocato davanti al pub John Snow, ponendolo così più vicino a dove sorgeva originariamente la pompa ad acqua causa dell'epidemia di colera.

Nell'ambito della terza pandemia di colera, l'epidemia a Broad Street nel 1854 ebbe luogo a Broad Street (ora ribattezzata Broadwick Street), una via del quartiere di Soho a Londra (Inghilterra). 
L'epidemia è nota soprattutto per lo studio condotto su di essa dal medico inglese John Snow, che scoprì che il colera si diffonde tramite acqua contaminata. Tale scoperta influenzò in modo determinante la sanità pubblica, con la costruzione di impianti di depurazione più efficienti che video la luce nel XIX secolo.

## Storia ed epidemiologia
A metà del XVII secolo, il quartiere di Soho a Londra aveva gravi problemi di sporcizia, a causa del grande afflusso di popolazione e della mancanza di adeguati servizi igienici: il sistema fognario di Londra non aveva raggiunto Soho. Molte cantine (seminterrati) avevano pozzi neri di escrementi sotto i loro pavimenti di legno. Poiché i pozzi neri stavano traboccando, il governo di Londra decise di scaricare i rifiuti nel Tamigi. Questa azione però contaminò la riserva idrica, portando all'epidemia di colera.
Il 31 agosto 1854, dopo che varie epidemie si erano verificate in quasi tutta la città, una gravissima epidemia di colera colpì Soho. John Snow la definì in seguito "la più terribile epidemia di colera che sia mai avvenuta in questo regno".
Nei successivi tre giorni morirono 127 persone a Broad Street o nelle vicinanze. Nella settimana seguente, tre quarti dei residenti erano fuggiti dall'area. Entro il 10 settembre, i morti erano 500, con un tasso di mortalità che in alcune parti della città aveva raggiunto il 12,8%.
Alla fine dell'epidemia, si conteranno 616 decessi.

## L'indagine di John Snow

La mappa originale di John Snow che mostra i gruppi dei casi di colera nell'epidemia di Londra del 1854. La pompa è ubicata all'incrocio tra Broad Street e Little Windmill Street, oggi Lexington St.

Snow era scettico sulla teoria dei miasmi allora dominante, secondo cui malattie come il colera o la peste nera erano causate dall'inquinamento o da una forma nociva di "aria cattiva". La teoria dei germi non era ampiamente accettata a quell'epoca, perciò Snow era ignaro del meccanismo mediante il quale la malattia si trasmetteva, ma le evidenze lo portarono a credere che essa non fosse dovuta al fatto di respirare aria fetida. Egli pubblicizzò per la prima volta la sua teoria in un saggio, On the Mode of Communication of Cholera ("Sul modo di trasmissione del colera") nel 1849. Nel 1855 fu pubblicata una seconda edizione, con un'indagine molto più elaborata dell'effetto della riserva idrica nell'epidemia di Soho (Londra) del 1854.
Parlando con i residenti locali (con l'aiuto del reverendo Henry Whitehead, che sull'argomento aveva pubblicato un libro intitolato "The Cholera in Berwick Street (1854)"), Snow identificò la fonte dell'epidemia nella pompa pubblica di distribuzione dell'acqua su Broad Street (ora Broadwick Street). Anche se l'esame chimico e microscopico di Snow su un campione dell'acqua della pompa non fu in grado di provarne inoppugnabilmente la pericolosità, i suoi studi sul modello di diffusione della malattia furono abbastanza convincenti da persuadere il consiglio comunale a disattivare la pompa del pozzo, togliendone la maniglia. Sebbene popolarmente si sia detto che fu questa azione a fermare l'epidemia, è probabile che questa fosse già in rapida diminuzione, come spiegato dallo stesso Snow:
Snow in seguito usò una mappa dei luoghi per illustrare come i casi di colera fossero concentrati intorno alla pompa. Egli fece anche un solido uso della statistica per illustrare il collegamento tra la qualità della sorgente d'acqua e i casi di colera. Gli sforzi di Snow per collegare l'incidenza del colera alle fonti geografiche potenziali si concentrarono nel creare quello che adesso è conosciuto come un diagramma di Voronoi. Egli mappò le località delle singole pompe d'acqua e ricavò delle caselle che rappresentavano tutti i punti sulla sua mappa che erano più vicini a ciascuna pompa. La sezione della mappa di Snow che rappresentava le aree della città dove la sorgente di acqua disponibile più vicina era la pompa di Broad Street comprendeva la maggior parte dei casi di colera.
C'era una sola anomalia significativa - nessuno dei monaci dell'adiacente monastero aveva contratto il colera. L'indagine mostrò che questa non era un'anomalia, ma un'ulteriore prova, perché i monaci bevevano soltanto birra, che fabbricavano loro stessi.
Snow mostrò anche che la Southwark and Vauxhall Waterworks Company stava attingendo acqua da sezioni del Tamigi inquinate dai liquami, portando quindi nelle case acqua con un'accresciuta incidenza di colera. Lo studio di Snow fu un evento fondamentale nella storia della sanità pubblica e della geografia sanitaria, potendo essere considerato come l'evento fondante della scienza dell'epidemiologia.
Nelle stesse parole di Snow:
Riguardo alle morti che avvenivano nella località appartenente alla pompa, c'erano 61 casi nei quali fui informato che le persone decedute erano solite bere l'acqua della pompa da Broad Street, o costantemente oppure occasionalmente...
Il risultato della ricerca, allora, è che non c'è stata alcuna particolare epidemia o prevalenza di colera in questa parte di Londra eccetto tra le persone che avevano l'abitudine di bere l'acqua del pozzo della suddetta pompa.
Ebbi un colloquio con la Commissione dei Guardiani della parrocchia di St James, la sera del 7 c.m. [7 settembre], e rappresentai loro le suddette circostanze. In conseguenza di ciò che dissi, la maniglia della pompa fu eliminata il giorno seguente.»
(John Snow, Lettera al direttore del Medical Times and Gazette)
Si scoprì in seguito che il pozzo pubblico era stato scavato soltanto a un metro (tre piedi) da un vecchio pozzo nero, che aveva cominciato a rilasciare batteri fecali. Un bambino che aveva contratto il colera da un'altra fonte ebbe i pannolini lavati in questo pozzo nero la cui apertura era sotto una casa vicina che era stata ricostruita più avanti dopo che un incendio aveva distrutto la precedente struttura, e la strada era stata allargata dalla città. Al tempo era comune avere un pozzo nero sotto la maggior parte delle case. La maggior parte delle famiglie tentavano di far raccogliere e scaricare i loro liquami grezzi nel Tamigi per impedire che il loro pozzo nero si riempisse più velocemente di quanto i liquami potevano decomporsi nel suolo.
Dopo che l'epidemia di colera si fu placata, i funzionari del governo sostituirono di nuovo la maniglia della pompa di Broad Street. Avevano risposto soltanto alla minaccia urgente posta alla popolazione e dopo avevano respinto la teoria di Snow. Accettare la sua proposta avrebbe significato indirettamente accettare la trasmissione della malattia mediante il metodo di trasmissione oro-fecale, che era troppo sgradevole da contemplare per la maggior parte del pubblico.

## Il coinvolgimento di Henry Whitehead

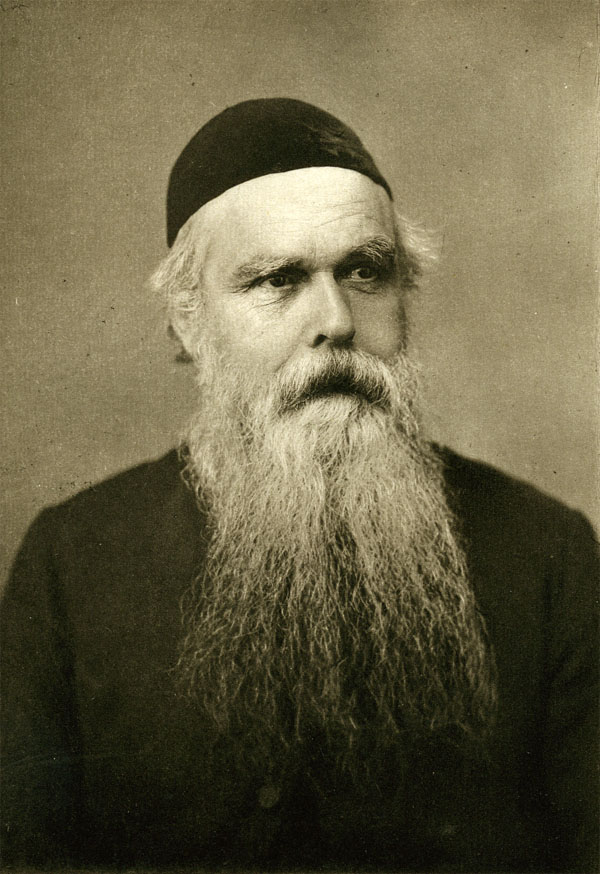
Il reverendo Henry Whitehead

Il reverendo Henry Whitehead era un vice curato nella chiesa di St. Luke a Soho (Londra), durante l'epidemia di colera del 1854.
Ex assertore fervente della "teoria miasmatica" della malattia, Whitehead lavorò per confutare le false teorie, focalizzandosi alla fine sull'idea di John Snow che il colera si diffonda attraverso l'acqua contaminata dai rifiuti umani. Il lavoro di Snow, particolarmente le sue mappe delle vittime del colera nell'area di Soho, convinsero Whitehead che la pompa di Broad Street era la fonte delle infezioni locali. Whitehead allora si unì a Snow nel rintracciare la contaminazione in un pozzo nero difettoso e il paziente zero della contaminazione.
Il lavoro di Whitehead con Snow combinò lo studio demografico con l'osservazione scientifica, fissando un importante precedente per la nascente scienza dell'epidemiologia.